# کی‌کی‌تی‌سی تلسیم
کی‌کی‌تی‌سی تلسیم (انگلیسی: KKTC Telsim) یک اپراتور ارائه دهنده خدمات تلفن همراه بر پایه جی‌اس‌ام بود. بر اساس روش (ساخت-عملیات-انتقال) با شکل گرفتن موافقتنامه درگاه تبادل موبایل و تلفن بین‌المللی بین روملی تلکام ای.اس و وزارت حمل و نقل و رفاه کی‌کی‌تی‌سی تلسیم در ماه اوت سال ۱۹۹۵ تأسیس شد و در پایان زمان آماده‌سازی در ۲۳ اکتبر ۱۹۹۵ قرارداد به امضای شرکا رسید. تلسیم در ۲۳ اوت ۲۰۰۶ به گروه ودافون پیوست و اکنون تحت نام ودافون ترکیه به فعالیت می‌پردازد.